# Анди Крус
Анди Крус Гомес (на английски: Andy Cruz Gómez) е кубински състезател по бокс.
Роден е в гр. Матансас, провинция Матансас, Куба. Олимпийски шампион е от Олимпиадата (2020) в Токио. Двукратен световен шампион е през 2017 и 2019 години. Двукратен шампион е на Панамериканските игри през 2015 и 2019 г.